# 해미중학교 축구부
해미중학교 축구부는 충청남도 서산시에 위치한 해미중학교의 축구부이다. 해미중학교가 운영했던 축구부로 1991년에 창단됐었다.

## 같이 보기
- 해미중학교

## 참고 자료
- 해미중' 시즌 1승을 위해